# Dave Bolland
David "Dave" Bolland, född 5 juni 1986 i Mimico, Ontario, är en kanadensisk professionell ishockeyspelare som spelar för Arizona Coyotes i NHL. Han har tidigare representerat Chicago Blackhawks, Toronto Maple Leafs och Florida Panthers. Bolland listades som 32:e spelare totalt i NHL-draften 2004 av Chicago Blackhawks.
Bolland debuterade i NHL 25 oktober 2006 mot Vancouver Canucks men fick bara spela en match säsongen 2006–07. Bolland skulle dock snart etablera sig som en duktig defensiv center i Blackhawks, men har på grund av skador fått flera säsonger spolierade. Säsongen 2008–09 spelade han i alla fall 81 matcher och gjorde på dessa 19 mål och 28 assist för totalt 47 poäng.
Säsongen 2009–10 spelade Bolland bara 39 matcher men han skulle fullfölja hela slutspelet och var en av nyckelspelarna när Chicago Blackhawks vann Stanley Cup 2010. På grund av sin spelstil under slutspelet fick Dave Bolland smeknamnet "The Rat", "Råttan". Han körde med många fula knep för att reta upp flera av de storstjärnor han mötte, till exempel Joe Thornton och Daniel Sedin.
Även om Bolland gjorde sig känd som en retsticka under slutspelet 2010 är han också en duktig offensiv spelare. I en slutspelsmatch mot Vancouver Canucks den 20 april 2011 gjorde Bolland 1 mål och 3 assist. Under en match i grundserien mot San Jose Sharks säsongen 2008–09 gjorde han 3 assist. Under slutspelet 2010 blev Bolland ett offensivt vapen i boxplay då han skapade flera chanser. Även om han bara gjorde 2 mål i numerärt underläge så var han ständigt ett hot mot motståndarnas powerplay.
Den 24 juni 2013 avgjorde Bolland med det matchvinnande målet i sista minuten av Game 6 i Stanley Cup finalerna över Boston Bruins, vilket ledde Chicago Blackhawks till sin andra Stanley Cup-titel på fyra år.
Bolland har vunnit båda sina Stanley Cup med Blackhawks 2010 och 2013. 
Efter säsongen 2013-14 med Toronto Maple Leafs, kunde inte Bolland enas om ett nytt kontrakt med laget, och den 1 juli 2014 skrev Bolland som fri agent på ett femårigt avtal med Florida Panthers.